# Isao Natsuyagi
Isao Natsuyagi (夏八木勲, Natsuyagi Isao), né le 25 décembre 1939 et mort le 11 mai 2013, est un acteur japonais.

## Biographie
Isao Natsuyagi entreprend des études à la Faculté des lettres de l'université Keiō, mais il quitte l'université avant d'obtenir son diplôme pour rejoindre l'école d'acteurs de la compagnie théâtrale Haiyūza. En 1966, son diplôme en poche, il s'engage avec la Tōei et fait ses débuts au cinéma dans Hone made shaburu (骨までしゃぶる, 1966) de Tai Katō. La même année, il campe le rôle principal dans Kiba, le loup enragé (牙狼之介, Kiba Ōkaminosuke) de Hideo Gosha.
En 2013, il obtient le prix Mainichi du meilleur acteur pour interprétation dans The Land of Hope de Sion Sono.
Isao Natsuyagi meurt des suites d'un cancer du pancréas à son domicile de Kamakura à l'âge de 73 ans, le 11 mai 2013,. Il compte à son actif plus de 300 apparitions dans des pièces de théâtre, films et dramas.

## Filmographie partielle

### Au cinéma
- 1966 : Hone made shaburu (骨までしゃぶる?) de Tai Katō
- 1966 : Kiba, le loup enragé (牙狼之介, Kiba Ōkaminosuke?) de Hideo Gosha : Kiba Ōkaminosuke
- 1967 : Kiba, l'enfer des sabres (牙狼之介: 地獄斬り, Kiba Ōkaminosuke: Jigoku giri?) de Hideo Gosha : Kiba Ōkaminosuke
- 1967 : Les Onze Guerriers du devoir (十一人の侍, Ju-ichinin no samurai?) d'Eiichi Kudō : Hayato
- 1968 : Shinobi no manji (忍びの卍?) de Norifumi Suzuki
- 1969 : Goyokin, l'or du shogun (御用金, Goyōkin?) de Hideo Gosha : Kunai
- 1971 : Les Loups (出所祝い, Shussho iwai?) de Hideo Gosha : Tetsunosuke Sakaki
- 1972 : Sous les drapeaux, l'enfer (軍旗はためく下に, Gunki hatameku moto ni?) de Kinji Fukasaku : Sakai
- 1972 : La Femme scorpion (女囚701号/さそり, Joshū 701-gō: Sasori?) de Shun’ya Itō : Sugimi
- 1974 : Hissatsu shikake-nin: Shunsetsu shikake-bari (必殺仕掛人 春雪仕掛針?) de Masahisa Sadanaga
- 1974 : Combat sans code d'honneur 4 : Opération au sommet (仁義なき戦い 頂上作戦, Jingi naki tatakai: Chōjō sakusen?) de Kinji Fukasaku
- 1974 : Quartier violent (暴力街, Bōryoku gai?) de Hideo Gosha : Egawa
- 1978 : Le Samouraï et le Shogun (柳生一族の陰謀, Yagyū ichizoku no inbō?) de Kinji Fukasaku : Shozaemon Bekki
- 1978 : Fleurs d'hiver (冬の華, Fuyu no hana?) de Yasuo Furuhata : Michio Tachibana
- 1978 : Yasei no shōmei (野性の証明?) de Jun'ya Satō : Kitano
- 1979 : Ōgon no inu (黄金の犬?) de Shigeyuki Yamane : Yukichi Nagayama
- 1979 : Chasseurs des ténèbres (闇の狩人, Yami no karyudo?) de Hideo Gosha : Sharaku
- 1979 : Les Guerriers de l'apocalypse (戦国自衛隊, Sengoku jieitai?) de Kōsei Saitō : Nagao Kagetora
- 1980 : Virus (復活の日, Fukkatsu no hi?) de Kinji Fukasaku : Nakanishi
- 1980 : Les Tueurs noirs de l'empereur fou (忍者武芸帖 百地三太夫, Ninja bugeicho momochi sandayu?) de Norifumi Suzuki : Hattori Hanzo
- 1982 : Dans l'ombre du loup (鬼龍院花子の生涯, Kiryūin Hanako no shōgai?) de Hideo Gosha : Kanematsu
- 1984 : Fireflies in the North (北の螢, Kita no hotaru?) de Hideo Gosha
- 1985 : Kiken na onnatachi (危険な女たち?) de Yoshitarō Nomura
- 1990 : Ten to chi to (天と地と?) de Haruki Kadokawa
- 2001 : Desert Moon (月の砂漠, Tsuki no sabaku?) de Shinji Aoyama : le père de Tsuyoshi
- 2001 : De l'eau tiède sous un pont rouge (赤い橋の下のぬるい水, Akai hashi no shita no nurui mizu?) de Shōhei Imamura : Masayuki Uomi
- 2001 : Le Chemin des lucioles (ホタル, Hotaru?) de Yasuo Furuhata : Takemoto
- 2002 : Hi wa mata noboru (陽はまた昇る) de Kiyoshi Sasabe : Takeda, le président de JVC
- 2011 : Far Away : Les soldats de l’espoir (마이 웨이, Mai Wei) de Kang Je-gyu : le grand-père de Tatsuo
- 2012 : Crimes de guerre (Emperor) de Peter Webber : Teizaburo Sekiya
- 2012 : The Land of Hope (希望の国, Kibō no kuni?) de Sion Sono : Yasushiko Ono
- 2013 : Tel père, tel fils (そして父になる, Soshite chichi ni naru?) de Hirokazu Kore-eda : Ryosuke Nonomiya
- 2013 : Kamikaze, le dernier assaut (永遠の0, Eien no zero?) de Takashi Yamazaki : Ken'ichiro Oishi

### À la télévision
- 2003 : Chocolat (ショコラ, Shokora?) (drama)
- 2005 : Asuka e, soshite mada minu ko e (飛鳥へ、そしてまだ見ぬ子へ?) (téléfilm)
- 2010 : Ryōmaden (龍馬伝?) (drama)
- 2011 : Challenged - Graduation (チャレンジド〜卒業〜, Charenjido - Sotsugyō?) (téléfilm)

## Doublage
- 1998 : Galaxy Express 999 : Eternal Fantasy (銀河鉄道999 エターナルファンタジー, Ginga tetsudō 999 : Etānaru fantajī?) de Kōnosuke Uda (en) : le narrateur

## Distinctions

### Récompenses
- 2013 : prix Mainichi du meilleur acteur pour The Land of Hope[2]

### Nominations
- 1979 : prix du meilleur acteur dans un second rôle à la Japan Academy Prize pour Fleurs d'hiver et Yasei no shōmei[4]
- 1980 : prix du meilleur acteur dans un second rôle à la Japan Academy Prize pour Ōgon no inu, Les Guerriers de l'apocalypse et Chasseurs des ténèbres[5]